# Zmiennicy
Zmiennicy – polski serial komediowy w reżyserii Stanisława Barei, emitowany na antenie TVP1 od 18 października 1987 do 12 lutego 1988.
Roboczy tytuł serialu brzmiał Zawód taksówkarz.

## Fabuła
31-letni Jacek Żytkiewicz (Mieczysław Hryniewicz) jest taksówkarzem, pracującym dla Warszawskiego Przedsiębiorstwa Taksówkowego (WPT) i jeżdżącym bliskim licytacji niebieskim Fiatem 125p (o numerach bocznych 1313) na zmianę z doświadczonym zmiennikiem Stanisławem Lesiakiem (Bronisław Pawlik). Podczas przedlicytacyjnego kursu fiata na samochód spada przewożony helikopterem Pomnik Zwycięskiej Myszy Postępu i Tradycji, w wyniku czego kierujący nim Lesiak doznaje ciężkich obrażeń i trafia do szpitala. Zaprzyjaźnia się tam z prominentnym członkiem partii, Tomaszem Michalikiem (Krzysztof Kowalewski). Żytkiewicz otrzymuje nowy samochód o numerach 1313 (fiata 125p w kolorze żółtym „Safari”), jednak brakuje mu zmiennika. W tym czasie Katarzyna Piórecka (Ewa Błaszczyk), pracownica przedsiębiorstwa „Bory Tucholskie”, z powodu niestosownego zachowania pijanych współpracowników, postanawia rzucić pracę i zatrudnić się w WPT. Kobieta nie zostaje przyjęta z uwagi na swoją płeć. Okazuje się jednak, że z wyglądu przypomina Mariana Koniuszkę (Marcel Szytenchelm), uzależnionego od „kompotu” syna swojego byłego już szefa (Mariusz Dmochowski). Piórecka podaje się za Koniuszkę i zdobywa pracę w WPT, stając się zmiennikiem Jacka. Mężczyzna nie wie, że ona jest kobietą.
Tymczasem w mieście odbywa się proceder szmuglowania heroiny z Tajlandii do Niemiec, w co zamieszany jest działacz sportowy, Antoni Kłusek (Wojciech Pokora). Jego łącznikiem jest tajski student warszawskiej politechniki, Krashan Bhamaradżanga (Piotr Pręgowski), który po powrocie z Syjamu napotyka na zajmującego się lewizną strażaka Zenona Kuśmidra (Kazimierz Kaczor). Kuśmider dowiaduje się o przemycie i postanawia zabrać Krashanowi torbę, w której znajduje się ukryta w wołowej kiełbasie heroina (a właściwie cukier puder z nią zmieszany) oraz 100 tys. dolarów. Kuśmider i Krashan zostają odkryci przez milicję, palą połowę kwoty i podczas ucieczki wsiadają do taksówki 1313, uprowadzając Jacka Żytkiewicza. Mężczyźni ukrywają pozostałe dolary w dziurze w fotelu kierowcy, jednak zostają złapani przez milicję, zaś Jacek odzyskuje auto. Do Warszawy przybywa zaniepokojony Hans Gonschorek (Jerzy Przybylski), Niemiec z Berlina Zachodniego, do którego miały trafić heroina i pieniądze. „Klienci” stają przed sądem, jednak szybko wychodzą na wolność. Od tej pory między ekipą Kuśmidra a przemytnikami rozpoczyna się walka o taksówkę o numerach 1313 i znajdujące się w niej dolary, o których zmiennicy nie wiedzą. Kuśmider trafia na rok do więzienia po tym, gdy po raz drugi groził Jackowi śmiercią, Krashan zaś zostaje powstrzymany przez Kasię.
Po pewnym czasie Jacek i Kasia zakochują się w sobie, jednak Kasia wciąż ukrywa swój sekret. Chłopak postanawia zabrać ją do siebie na wieś, zaś ta prosi prawdziwego Mariana, żeby tymczasowo ją zastąpił. Niesforny Koniuszko jeździ nieprzepisowo, nie zna miasta i wplątuje się w aferę z prostytutką, która urodziła dziecko i twierdzi, że jest on jego ojcem. Wezwanie do sądu, w sprawie o ustalenie ojcostwa trafia do zakładu pracy Kasi, która jest zatrudniona tam jako Marian Koniuszko. W sądzie Kasia udowadnia, że nie może być ojcem dziecka, ponieważ jest kobietą, tym samym ratując Mariana przed alimentami. Lesiak wraca do pracy, jednak dzięki znajomości z Michalikiem zostaje wybrany na szefa związku taksówkarzy. Jacek tymczasem odkrywa, że jego zmiennik bywa w domu Kasi i dochodzi między nimi do bójki, w wyniku której wychodzi na jaw, że Marian to tak naprawdę przebrana Kasia. Kierownictwo postanawia zatrzymać ją w pracy. Para decyduje się żyć razem i szuka dla siebie mieszkania.
Po przejechaniu ponad 200 000 kilometrów taksówka 1313 zostaje przeznaczona na licytację. Jacek i Kasia otrzymują nowego, czerwonego fiata, jednak ma on zepsuty fotel kierowcy. O żółtą taksówkę podczas aukcji licytują się ludzie Kuśmidra z Krashanem, Kłuskiem i Gonschorkiem. Ostatecznie wygrywają ci drudzy, kupując auto za 10 100 000 złotych, z czego 25% trafia na konto Jacka i Kasi. Przemytnicy odjeżdżają z niczym, ponieważ Kasia zamieniła zepsuty fotel na ten, w którym znajdowały się dolary. Para zwraca uwagę na dziwne wybrzuszenie z tyłu tego siedzenia, ale nie zdaje sobie sprawy z tego, co się tam znajduje.

## Obsada

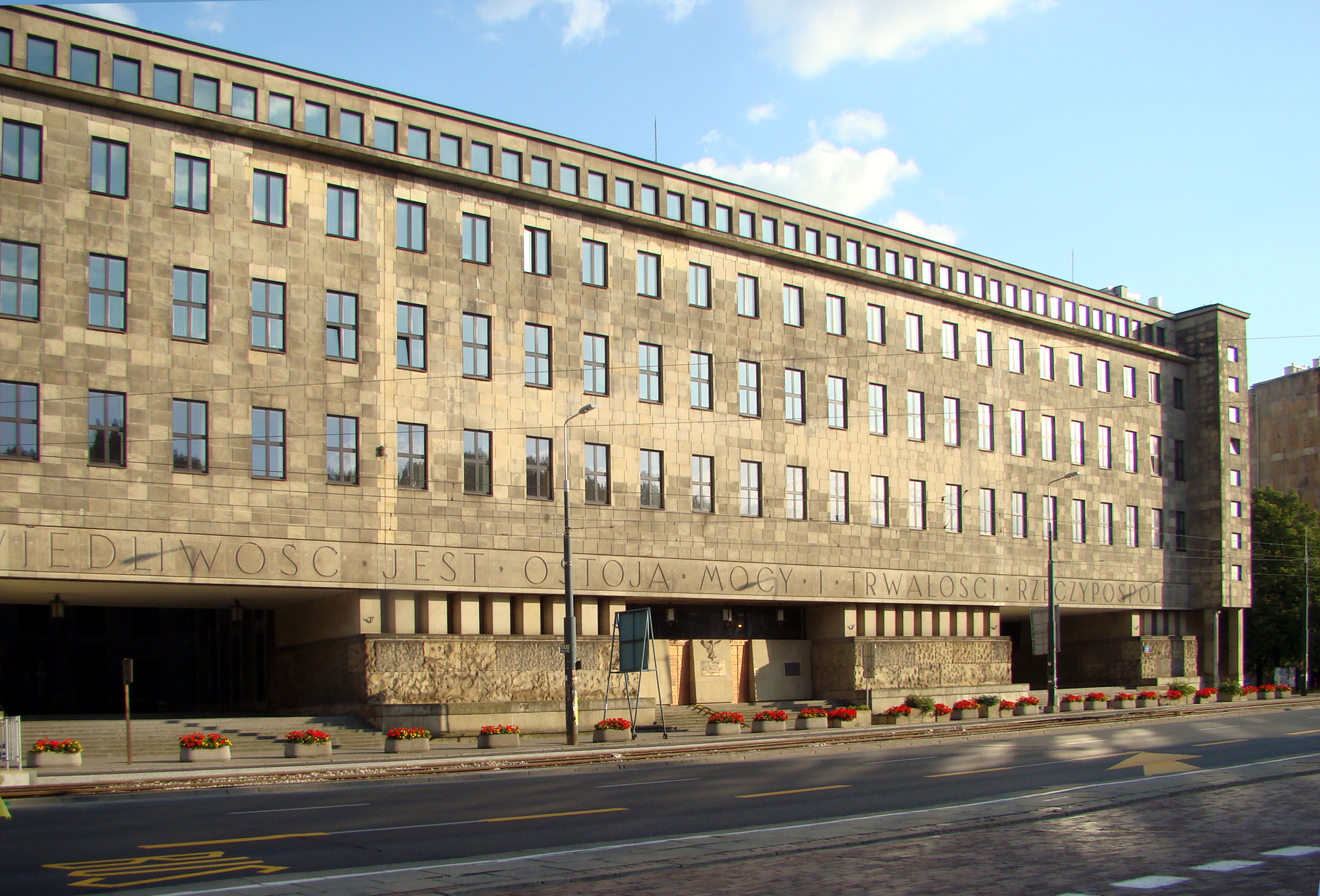
Sąd na Lesznie, widoczny w odcinku „Spotkania z Temidą”

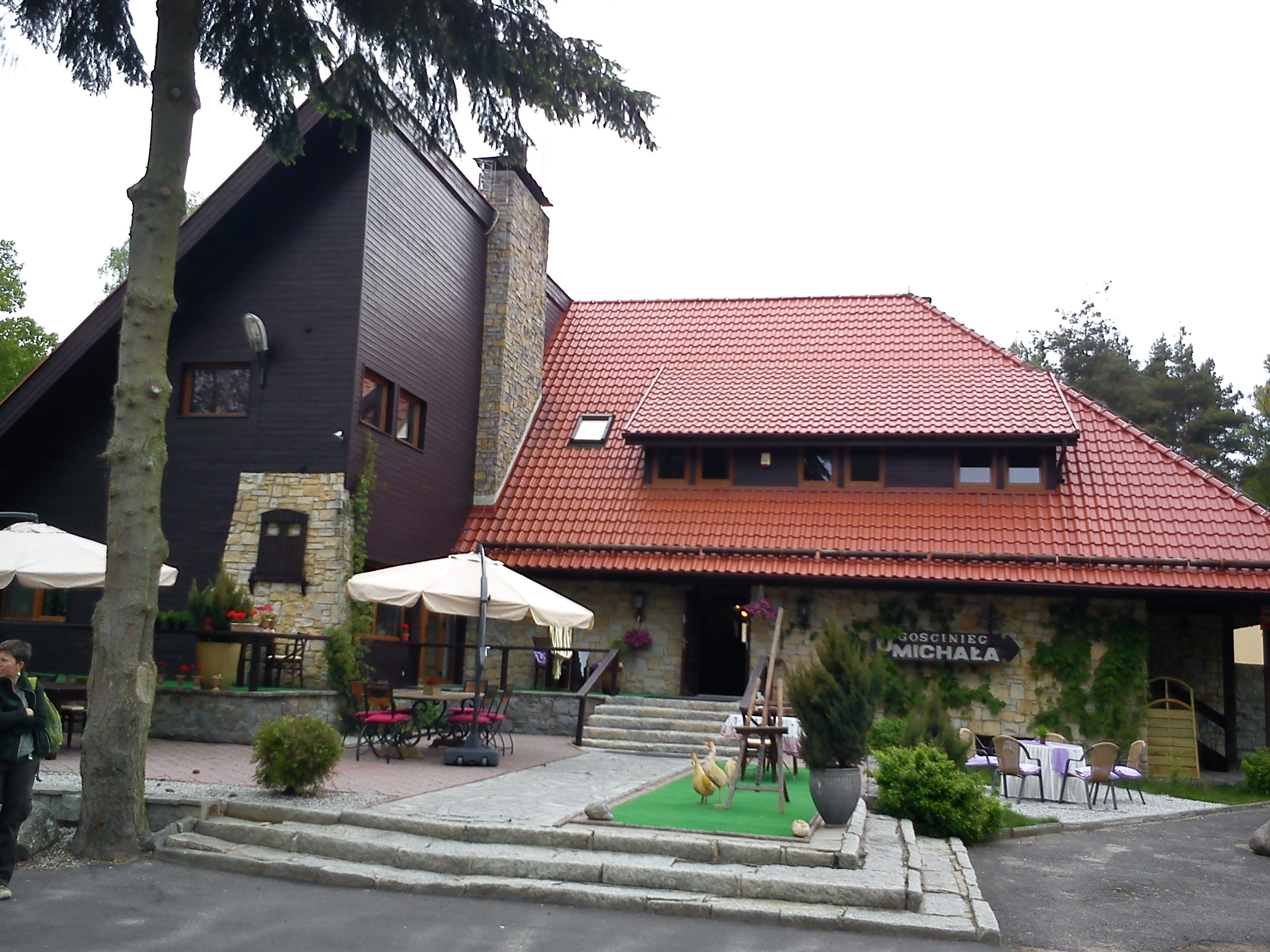
Zajazd „U Michała” w Drzymałowie, widoczny w odcinku „Obywatel Monte Christo”

| Aktor                  | Rola                                          | Udział w odcinku       |
| ---------------------- | --------------------------------------------- | ---------------------- |
| Mieczysław Hryniewicz  | Jacek Żytkiewicz                              | 1–15                   |
| Ewa Błaszczyk          | Katarzyna Piórecka                            | 2–6, 8–15              |
| Bronisław Pawlik       | Stanisław Lesiak                              | 1–6, 8–9, 14–15        |
| Marcel Szytenchelm     | Marian Koniuszko                              | 3–4, 7–9, 11           |
| Piotr Pręgowski        | Krashan Bhamaradżanga                         | 1–3, 6–8, 13–15        |
| Irena Kwiatkowska      | Maria Piórecka                                | 2–6, 8, 11, 13–14      |
| Kazimierz Kaczor       | Zenon Kuśmider                                | 1–3, 5, 7–8, 13–14     |
| Wojciech Pokora        | Antoni Kłusek                                 | 1–2, 6–7, 9, 11, 13–15 |
| Jerzy Przybylski       | Hans Gonschorek                               | 6–7, 9, 11, 13, 15     |
| Krzysztof Kowalewski   | Tomasz Michalik                               | 1–6, 8–9, 15           |
| Marian Opania          | Ceglarek                                      | 1, 3, 14–15            |
| Artur Barciś           | Wiesio Ceglarek                               | 2, 7–8, 13–15          |
| Stanisława Celińska    | Lusia Walicka                                 | 10–11                  |
| Mariusz Benoit         | Jan Oborniak                                  | 10–11                  |
| Marzena Trybała        | Jagoda Oborniakowa                            | 10–11                  |
| Krzysztof Zaleski      | Łukasik                                       | 1–2, 4, 6, 9, 13–15    |
| Stanisław Bareja       | „Krokodylowy”                                 | 2–3, 6–7               |
| Ignacy Machowski       | Władysław Piórecki                            | 1–3, 8, 14             |
| Mariusz Dmochowski     | Tadeusz Koniuszko                             | 3–4, 7, 15             |
| Janusz Rewiński        | Zdzisław Mroczkowski                          | 2–4, 15                |
| Krystyna Kołodziejczyk | Helena Koniuszkowa                            | 3–4, 7–8, 11           |
| Zdzisław Wardejn       | Waldemar Barewicz                             | 5, 10, 12              |
| Jan Englert            | Wojciech Rawicz                               | 5, 12                  |
| Włodzimierz Stępiński  | człowiek „pana Andrzeja”                      | 7, 9                   |
| Mieczysław Czechowicz  | Mastalerz                                     | 1, 3, 8–9              |
| Daniel Kozakiewicz     | Romek                                         | 2–3, 5, 8–9, 11, 13–14 |
| Gustaw Lutkiewicz      | Samelko                                       | 10–11                  |
| Adam Ferency           | milicjant Borkowski                           | 2, 5–7, 11, 13         |
| Jerzy Markuszewski     | dyrektor WPT                                  | 1, 9, 13–15            |
| Jan Kobuszewski        | złodziej „Ksywa”                              | 12, 15                 |
| Zdzisław Klucznik      | Krakowianin                                   | 5                      |
| Cezary Harasimowicz    | Wojtek, kierowca Kłuska                       | 1–2, 6–7, 13–14        |
| Zbigniew Zamachowski   | brat Henia                                    | 1, 9, 14               |
| Anna Gornostaj         | prostytutka Maria „Mariola” Grzybianka        | 6–7, 9, 13             |
| Ewa Kuryło             | prostytutka Marcjanna Kuban „Peluszka”        | 7                      |
| Tomasz Dedek           | „Pan Andrzej”, sutener                        | 7, 9, 13               |
| Zdzisław Rychter       | kelner z Kutna                                | 8, 13                  |
| Krystyna Tkacz         | Michalikowa                                   | 1–2, 4, 15             |
| Krystyna Tkacz         | siostra Michalikowej                          | 2                      |
| Katarzyna Skawina      | Flora, kochanka Michalika                     | 1–3                    |
| Bogusław Augustyn      | Henio, robotnik we włazie kanalizacyjnym      | 2                      |
| Anna Sobik             | Marysia, dyspozytorka w WPT                   | 1, 5, 9, 11, 14        |
| Alicja Migulanka       | Ołtarzewska, sąsiadka Pióreckich              | 8–9, 15                |
| Wojciech Jastrzębowski | operator TVP w Tajlandii                      | 3, 5–6                 |
| Wiesław Znyk           | dźwiękowiec TVP w Tajlandii                   | 3, 5–6                 |
| Hanna Lachman          | Grażyna Lesiakowa                             | 2, 8                   |
| Marek Siudym           | taksówkarz Stefan Parzydlak                   | 8–9, 11, 13–15         |
| Iwona Głębicka         | Jola, żona Parzydlaka                         | 11                     |
| Stefan Friedmann       | docent, mieszkaniec bloku przy Alternatywy 4  | 11, 14-15              |
| Leopold Matuszczak     | Kalina, celnik na Okęciu                      | 1, 7, 9, 13            |
| Paweł Unrug            | Poniatowski z administracji                   | 11                     |
| Antonina Girycz        | kadrowa Biernacka                             | 4, 9                   |
| Maria Klejdysz         | Lewandowska                                   | 1, 8                   |
| Włodzimierz Bednarski  | sędzia                                        | 13–14                  |
| Andrzej Piszczatowski  | adwokat Brok                                  | 13–14                  |
| Paweł Nowisz           | dyrektor FSO                                  | 1                      |
| Jerzy Kozakiewicz      | Garwanko                                      | 5, 11–12               |
| Jacek Domański         | Tadzio Karski, asystent reżysera              | 4–5, 12                |
| Jan Łopuszniak         | mężczyzna zbierający podpisy                  | 2                      |
| Jan Łopuszniak         | Karter, mężczyzna w kolejce w Hali Mirowskiej | 3                      |
| Teresa Violetta Buhl   | kobieta przewożąca pomnik myszy               | 1–2                    |
| Cezary Domagała        | student, kolega Krashana                      | 1                      |
| Aleksander Trąbczyński | Mroczek, redaktor z TV                        | 2, 10–12, 14           |
| Barbara Dziekan        | Bożena Mroczkowska                            | 4                      |
| Andrzej Grąziewicz     | Woźniak, gospodarz Krashana                   | 1, 7                   |
| Cezary Julski          | uczestnik licytacji w WPT                     | 15                     |
| Wiesława Mazurkiewicz  | sędzia Zembrzuska                             | 13                     |
| Zofia Rysiówna         | Weronika Oborniakowa, matka Jana Oborniaka    | 10                     |
| Wanda Łuczycka         | Maria Oborniakowa, gospodyni w Skórcu         | 10                     |
| Paweł Galia            | rekwizytor                                    | 5, 11–12               |
| Paweł Szczesny         | człowiek „pana Andrzeja”                      | 7, 9, 13               |
| Grzegorz Wons          | lekarz                                        | 3–4                    |
| Dariusz Odija          | Skoczylas                                     | 4                      |
| Ewa Serwa              | zapłakana kobieta w taksówce                  | 6                      |
| Kazimierz Wysota       | podrywacz zapłakanej kobiety w taksówce       | 6                      |
| Jerzy Januszewicz      | przedstawiciel klubu sportowego u Kłuska      | 9                      |
| Andrzej Gawroński      | mężczyzna w kolejce po wodę                   | 2                      |
| Anna Chitro            | sekretarka Biernackiej                        | 4, 9                   |
| Helena Kowalczykowa    | Grzelczakowa, sprzątaczka w areszcie          | 7                      |
| Teodor Gendera         | kolejarz                                      | 1                      |
| Klemens Mielczarek     | dozorca w bloku przy ul. Alternatywy          | 15                     |
| Czesław Mroczek        | Poros                                         | 10                     |
| Stanisław Gawlik       | dyrektor PGR-u                                | 5                      |
| Aleksander Kalinowski  | menel w restauracji                           | 12                     |
| Marek Kępiński         | pracownik sklepu AGD                          | 6                      |
| Marek Kępiński         | sąsiad Parzydlaków                            | 11                     |
| Ewa Sudakiewicz        | prostytutka Zocha                             | 3, 7, 13               |
| Jerzy Moes             | milicjant z drogówki                          | 8, 12                  |
| Marek Dąbrowski        | redaktor w telewizji, szef Mroczka            | 11                     |
| Jerzy Żydkiewicz       | członek komisji                               | 8                      |
| Bernard Michalski      | prokurator                                    | 13–14                  |
| Stanisław Sparażyński  | strażnik przy wjeździe do młyna w Jeziornej   | 10                     |
| Karol Stępkowski       | portier w motelu                              | 7                      |
| Tadeusz Cygler         | dozorca w bloku Mroczkowskiego                | 4                      |
| Włodzimierz Nowak      | kierowca udający Niemca                       | 5                      |
| Jan Pęczek             | przedstawiciel klubu sportowego u Kłuska      | 9                      |
| Jan Orsza-Łukaszewicz  | szatniarz w restauracji dworcowej w Kutnie    | 8                      |
| Lech Sołuba            | strażnik w WPT                                | 15                     |
| Zdzisław Szymborski    | kontroler biletów w tramwaju Pióreckiego      | 1                      |
| Zdzisław Szymborski    | pasażer samolotu                              | 5                      |
| Zdzisław Szymborski    | członek komisji inwentaryzacyjnej             | 12                     |
| Zdzisław Szymborski    | mieszkaniec bloku przy Alternatywy 4          | 11, 15                 |
| Ryszard Pracz          | pan Gienek z punktu skupu makulatury          | 6                      |
| Elżbieta Jagielska     | pani Wiesia, kasjerka w banku                 | 7                      |
| Hanna Bieniuszewicz    | nauczycielka w Puszczy Kampinoskiej           | 5                      |
| Marian Glinka          | Zdzisio, kierowca ciężarówki                  | 10                     |
| Józef Pieracki         | Ksawery Radziwiłł                             | 9                      |
| Juliusz Wyrzykowski    | turecki pisarz                                | 10                     |
| Marek Frąckowiak       | dozorca Wrzesień                              | 11                     |
| Andrzej Chichłowski    | pasażer na lotnisku z dużą ilością kiełbasy   | 7                      |
| Stanisław Biczysko     | ojciec chłopca pomagającego „Ksywie”          | 15                     |
| Jan Greber             | lekarz opiekujący się Lesiakiem               | 2                      |
| Bogusław Sar           | autostopowicz powodujący wypadek              | 5                      |
| Stanisław Zatłoka      | główny księgowy                               | 6                      |

Źródło: Filmpolski.pl.

## Plenery i obiekty
Zdjęcia do serialu były kręcone w Warszawie (m.in. na Placu Grzybowskim, dworcu Warszawa Centralna w odc. 7, zaś za scenerię bloku przy ul. Alternatywy 4 posłużył budynek przy ul. Marii Grzegorzewskiej 3), „Zajeździe U Michała” w Drzymałowie koło Rakoniewic, przy drodze krajowej nr 32 (jeden z gościńców wielkopolskich) na postoju w trakcie przejazdu z Warszawy do Świecka (odc. 12).
W odc. 12 został użyty model Mercedes-Benz W111 230S.

## Odniesienia
W odcinku 2, noszącym tytuł Ostatni kurs, w scenie szpitalnej pielęgniarka podczas dyżuru zapytana przez studenta medycyny o to, jaką książkę czyta, odpowiada: „Taka życiowa powieść – Trędowata”. W rolę pielęgniarki wcieliła się Hanna Stankówna, która w filmie Trędowata z 1976 zagrała hrabinę Ćwilecką.